# Domicile
Le domicile est une notion née du mot latin domus désignant le lieu où habite une personne, mais aussi le point fixe où les intérêts personnels d'une personne la ramènent régulièrement (affaires personnelles, chambre à coucher pour dormir, cuisine pour s'alimenter, salle de bain pour la toilette quotidienne etc.) 
Il s'agit donc de la localisation géographique stable et réputée permanente des sujets de droits, permettant, selon le doyen Jean Carbonnier, d' «attacher au domicile une présomption simple de présence permanente». C'est pourquoi les actes judiciaires faits à leur domicile leur sont opposables. 
En droit positif, le domicile est fixé au lieu du principal établissement. Cette notion est distincte de celle de résidence.

## Par pays

### Belgique
Le concept de domicile principal est plus strict et contrôlé en Belgique qu'en France. Toute personne résidant en Belgique, belge ou étrangère, a l'obligation de signaler son changement de domicile à l'administration communale dans les huit jours. L'administration envoie un fonctionnaire (le plus souvent un agent de quartier, membre de la police locale) contrôler l'exactitude et la réalité du domicile et de la composition de ménage. Une personne dont la police a constaté qu'elle ne réside plus effectivement à son domicile principal, et dont la résidence réelle n'est pas connue, peut être radiée d'office, ce qui entraîne la perte de nombreux droits sociaux et politiques, dont le droit de vote. A contrario, tout Belge inscrit au registre de population est d'office inclus sur la liste des électeurs s'il remplit les conditions légales d'âge et autres.
La législation en vigueur :
- 19 juillet 1991 : loi relative aux registres de la population et aux cartes d'identité et modifiant la loi du 8 août 1983 organisant un Registre national des personnes physiques.
- 16 juillet 1992 : arrêté royal relatif aux registres de la population et au registre des étrangers.
- 7 octobre 1992 : circulaire relative à la tenue des registres de la population et des étrangers.

### Canada

#### Québec
En droit québécois, les principales règles en matière de domicile sont aux articles 75 à 83 du Code civil du Québec . 

### France

#### Droits civils
La localisation géographique est, en droit privé, un élément d’individualisation et de la personnalité. Tout sujet de droit doit élire domicile, point fixe auxquels se trouvent ses intérêts personnels. Cette localisation géographique permet de déterminer les autorités administratives ou judiciaires territorialement compétentes auxquelles on peut être confrontées. 
Ainsi, le tribunal géographiquement compétent est, en principe, celui dans le ressort duquel le défendeur a son domicile. L'article 74 du Code civil prévoit que le mariage est célébré devant l’officier d’état civil de la commune où l’un des époux a sa résidence. 

##### Caractères du domicile
Le domicile réunit impérativement deux principes essentiels : nécessité et unicité.
- La nécessité du domicile : Le domicile, notion qui peut se distinguer de l'adresse, est indispensable pour exercer ses droits civils et politiques. Une personne conserve son domicile même si elle a perdu tout contact avec lui tant que la preuve de l'acquisition d'un nouveau n'est pas faite. Si le domicile précédent est inconnu, la personne est présumée avoir toujours son domicile d'origine (celui de ses parents ou de son tuteur). Une personne sans adresse ou sans domicile fixe a néanmoins le droit (voire l'obligation) d'élire un domicile ou de se rattacher à une commune. Ainsi, les personnes exerçant une activité commerciale non sédentaire ainsi que les gens du voyage ont obligation de se déclarer aux services de la commune à laquelle elles souhaitent être rattachées. Concernant les personnes sans domicile fixe, celles-ci suivent la procédure de l'élection de domicile, recevant une attestation auprès des Centres communaux ou intercommunaux d'action sociale (CCAS) [2]). Ces deux catégories de personnes, et les nomades en général, doivent se doter d'un livret de circulation qui leur sert comme justificatif de domicile (par ex. pour obtenir un passeport). Selon le Code de l'action sociale et des familles, « l'absence d'une adresse stable ne peut être opposée à une personne pour lui refuser l'exercice d'un droit, d'une prestation sociale ou l'accès à un service essentiel garanti par la loi, notamment en matière bancaire et postale, dès lors qu'elle dispose d'une attestation en cours de validité. » (L264-3).
- L'unicité du domicile : Toute personne ne peut avoir qu’un seul domicile à la fois (il est possible d'avoir plusieurs domiciles successifs). C'est une source fréquente de confusion entre les notions de domicile et de résidence. Le domicile est le lieu du principal établissement, qui permet de rattacher juridiquement le sujet, qu'il y vive de façon stable ou non. En dehors du domicile général de l'intéressé, une personne peut avoir des domiciles spéciaux qui peuvent ne pas correspondre au premier, comme le domicile politique (lieu d'exercice de ses droits politiques et électoraux) ou le domicile matrimonial (lieu où doit être célébré le mariage).

##### Abandon de domicile
L'abandon de domicile est, depuis la loi de 1792 sur le divorce, l'une des causes possibles de celui-ci. Par ailleurs, en cas d’abandon du domicile par le locataire, le contrat de location peut continuer. L'usage de cette notion dans ce cadre a été introduit par la loi de 1948 (art. 5). La jurisprudence l'a qualifié en tant que « départ brusque et imprévisible », afin que celui-ci ne se fasse pas dans une concertation préalable avec les occupants du domicile. La Cour de cassation a introduit en 2008 deux critères: le départ doit être définitif, et imposé à celui qui demeure. Cela permet de prendre en compte, par exemple, le cas d'un départ prévu, mais effectué en raison d'une grande vieillesse. Aujourd'hui, la loi du 6 juillet 1989 dispose que dans ce cas, le contrat continue :
- au profit du conjoint sans préjudice de l’article 1751 du Code civil ;
- au profit des descendants qui vivaient avec lui depuis au moins un an à la date de l’abandon du domicile ;
- au profit du partenaire lié au locataire par un pacte civil de solidarité ;
- au profit des ascendants, du concubin notoire ou des personnes à charge, qui vivaient avec lui depuis au moins un an à la date de l’abandon du domicile.

##### Notion de « domicile élargi »
Un élément jurisprudentiel de la Cour européenne des droits de l'homme, basé sur l'article 8 de la Convention européenne des droits de l'homme relatif au droit au respect de la vie privée et familiale) a récemment étendue la notion de domicile . 
Cette notion a été prise en compte en France en 2013 par la réforme des pouvoirs de la police de l'environnement (processus de « simplification administrative »). Pour les installations classées, les possibilités d'accès de la police de l'environnement aux locaux (lors de ses missions de contrôle) ont ainsi été restreintes  : les textes différencient désormais clairement «les domiciles ou la partie des locaux à usage d'habitation» et les autres locaux d’une installation classée. Pour une société gérant une installation classée (usine, élevage...), « son siège social, son agence ou ses locaux professionnels (il faut notamment comprendre par là les bureaux) » sont maintenant considérés comme faisant partie du domicile élargi. 

Ainsi, lors d'une visite inopinée, les agents de la police de l'environnement devront d'abord obtenir un accord  « (si possible par écrit) de l’exploitant pour pénétrer dans les parties de l’installation qui n'accueillent pas directement d’installations classées où qui ne sont pas en lien direct avec son fonctionnement ». « Les bureaux sont directement concernés, mais aussi les locaux du personnel (vestiaires, salles de repos... ». Pour contrôler ces locaux, l'agent devra avoir préalablement saisi « le juge des libertés et de la détention du tribunal de grande instance dans le ressort duquel sont situés les lieux ou les locaux à visiter pour obtenir une ordonnance permettant la visite. »

#### Droit pénal
Le droit pénal a une conception du « domicile » assez différente du droit civil, puisqu'au sens pénal du terme, il est, aux termes d'une jurisprudence constante de la chambre criminelle de la Cour de cassation le « lieu où une personne, qu'elle y habite ou non, a le droit de se dire chez elle, quel que soit le titre juridique de son occupation et l'affectation donnée aux locaux ».
Il ne peut s'agir d'un lieu public (restaurant, gare, hall d'immeuble, partie commune d'un hôtel, etc.) mais peut tout à fait être une chambre d'hôtel, un camping-car, voire une tente.
Si la notion de domicile recouvre l'habitation stricto sensu et ses dépendances immédiates (cave, terrasse, balcon, mais aussi boîte aux lettres, niche, etc.), elle ne saurait comprendre un véhicule automobile (sauf s'il était spécialement aménagé), ni un terrain, une cour ou une dépendance non close.
Il n'est pas nécessaire que le sujet de droit habite réellement un lieu pour bénéficier, au sens de la définition de la Cour de cassation, de la protection du domicile. Le titre d'occupation est tout aussi inopérant et la protection du domicile profite à tout occupant, quel que soit son droit ou la validité de celui-ci, et donc y compris en cas d'expiration du bail, voire de procédure d'expulsion.

### Suisse
Selon le Code civil suisse, « Le domicile de toute personne est au lieu où elle réside avec l’intention de s’y établir ».